# Lobus bicingulatus
Lobus bicingulatus är en tvåvingeart som först beskrevs av Mario Bezzi 1906.  Lobus bicingulatus ingår i släktet Lobus och familjen rovflugor.
Artens utbredningsområde är Eritrea. Inga underarter finns listade i Catalogue of Life.